# Čerenčany
Čerenčany (maď. Cserencsény) jsou obec na Slovensku, v okrese Rimavská Sobota v Banskobystrickém kraji. Žije zde 548 obyvatel.

## Historie
První zmínka o obci pochází z roku 1334. V roce 1462 zde byla postavena církevní škola.